# 冰爵力娇酒
冰爵，又称貝赫洛夫卡（捷克語：Becherovka，發音：[ˈbɛːxɛˌrofka] ⓘ）是一款草本苦精，由捷克卡罗维发利的Jan Becher公司生产，目前品牌持有者为保乐利加集团。

## 历史
冰爵的发明者是Josef Vitus Becher（1769~1840年）。Josef经营一家涉及香料和各种殖民地货物的贸易的小店，同时他常常制作一些酒精饮料在店里出售。1794年Josef租下一幢厂房并开始试着酿制烈酒。这就是冰爵酒的前身。Josef的儿子Johann "Jan" Nepomuk Becher接手了酿酒的生意。
1998至2003年间，市场上出现了一款斯洛伐克产的冰爵酒，来自多马日利采的Zdeněk Hoffmann声称1939年Alfred Becher担心冰爵的配方在战争中遗失，于是将配方交给他的祖父，因此他同样有能力生产纯正的冰爵酒。但是Hoffmann无法在法庭上证明这点，多马日利采地区法院于2007年判决Hoffmann败诉。

## 生产

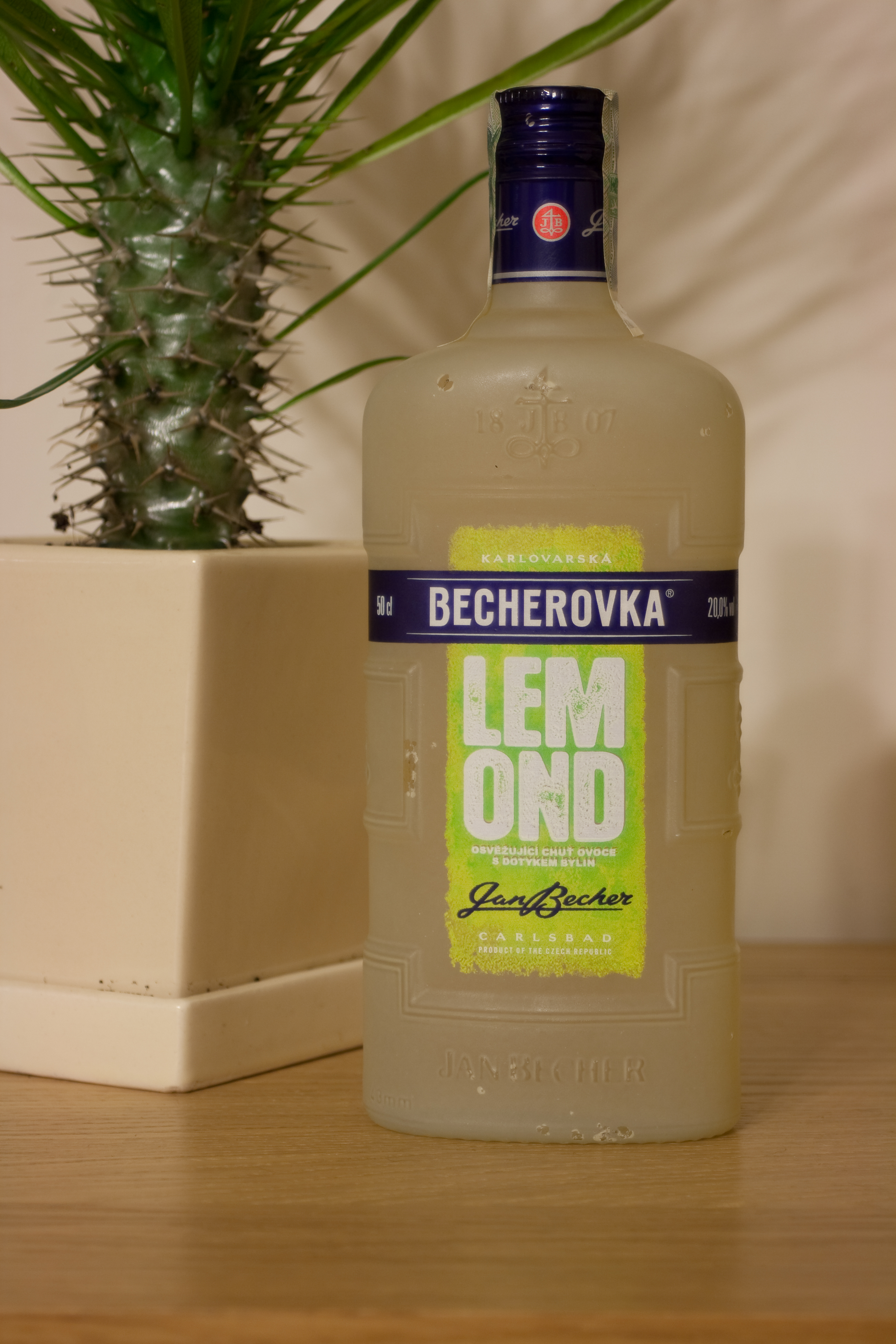
柠檬风味冰爵酒

冰爵的配方是不对外公开的，包括约32种草药和辛香料，有卡罗维发利本地出产的，更多来自捷克国外进口。现如今，世界上只有两个人知道冰爵整个生产流程的秘密，只有他们能进入工厂一个称之为Drogikamr的房间。在Drogikamr里，每周一次，他们将草药和各种香料混合好后由工人们酿制。混合好的天然材料浸渍在酒精中1周，再将所得的萃取液兑入水和天然糖，在罐子中陈酿两个月后，就可以装瓶出售了。
除了原味的冰爵，生产商还生产一款柠檬风味的冰爵酒。

## 饮用
一般的，冰爵被描述为生姜或肉桂风味。其酒精浓度为38%。通常，推荐冷藏直接饮用，也可以加通寧水饮用。加通寧水的冰爵称作“Beton”。
在数个东欧国家，冰爵酒被许多家庭用来防治关节炎的药酒。